# (2504) Gaviola
(2504) Gaviola ist ein Asteroid des Asteroiden-Hauptgürtels. Er wurde 1967 von Carlos Ulrrico Cesco und Arnold R. Klemola in der Astronomischen Einrichtung Leoncito in Argentinien entdeckt und nach dem argentinischen Astrophysiker Enrique Gaviola benannt.